# Boldklubben Viktoria af 1900
Boldklubben Viktoria af 1900 er en fodboldklub i København. Klubbens største resultat blev opnået i sæsonen 1911-12, hvor Københavns fire bedste klubber imidlertid ikke deltog i KBUs turneringer. Viktoria nåede i 1911 for første og eneste gang finalen i KBU's Pokalturnering, hvor holdet tabte 0-5 til Boldklubben Velo, og i KBU's A-række blev holdet nr. 5 i efteråret 1911.
Sidenhen opnåede klubben to sæsoner i Danmarksturneringen i fodbold – i 1928-29 blev klubben nr. 4 i DM-turneringens kreds 5 og i 1931-32 blev holdet nr. 6 (og sidst) i Oprykningsseriens østkreds.
I sæsonerne 1936-37 til 1943-44 spillede holdet i KBU's A-række, og i 1999-2001 opnåede klubben et par sæsoner i Københavnsserien, men ellers har klubben siden afslutningen af anden verdenskrig fristet en tilværelse i KBU's sekundære rækker.

## Historie
Klubben blev stiftet den 22. oktober 1900 af nogle unge mennesker fra en kristelig forening på Østerbro i København. Navnet var Boldklubben af 1900, og klubbens udstyr, en bold, 4 hjørneflag, en skovl, 4 målstænger og de snore som brugtes som "overligger", opbevaredes i en lejlighed på Blegdamsvej 84. Klubben havde hjemme på Københavns Fælled, og omklædningen foregik – uanset vejret – i buskene ved Blegdamsvej, hvor Frimurerlogen nu ligger. Af og til skulle man flytte et par køer og deres efterladenskaber med skovlen, inden man kunne spille fodbold. Det var meget vanskelige forhold, og i årene 1906-09 var klubben derfor reelt død.
Men da Fælleden i 1909 blev omdannet til Fælledparken – uden køer men med lækre, plane baner – trak det atter i de unge mænd fra "Boldklubben af 1900", og de tilmeldte sig KBU's turnering i 1910. KBU omfattede imidlertid på det tidspunkt bl.a. klubberne B.93, B 1903 og B 1908 og ville derfor ikke acceptere flere årstalsklubber. I de år havde flere små klubber engelske navne og andre havde (ligesom skibe) pigenavne. "Viktoria" blev derfor indføjet i klubbens navn, formentlig inspireret af dronning Victoria, som i 1901 var død efter 64 år på den britiske trone. Året efter fik klubben, sammen med de 18 andre fælledklubber, omklædningsrum under den nyopførte opvisningsbane, Idrætsparken.

### Berømte spillere
- Sophus "Krølben" Nielsen spillede som dreng i Boldklubben af 1900 men skiftede omkring 1905 til Boldklubben Frem.
- Egon Weidekamp spillede som dreng i klubben.
- Jørgen Ryg spillede som ung i klubben.